# Trigonulina ornata
Trigonulina ornata is een tweekleppigensoort uit de familie van de Verticordiidae. De wetenschappelijke naam van de soort werd voor het eerst geldig gepubliceerd in 1842 door Alcide d'Orbigny.